# Rio Bandeira
O rio Bandeira é um curso de água que banha o estado do Paraná. 